# Viktor Raščupkin
Viktor Ivanovič Raščupkin (in russo Виктор Иванович  Ращупкин?; Kamensk-Ural'skij, 10 ottobre 1950) è un ex discobolo sovietico.
In carriera ha vinto il titolo olimpico nell'edizione di Mosca 1980.

## Palmarès
| Anno | Manifestazione | Sede  | Evento           | Risultato | Misura  | Note                          |
| ---- | -------------- | ----- | ---------------- | --------- | ------- | ----------------------------- |
| 1980 | Olimpiadi      | Mosca | Lancio del disco | Oro       | 66,64 m | Miglior prestazione personale |